# 버림받은 천사들
버림받은 천사들(Englar Alheimsins, Angels of the Universe)은 아이슬란드에서 제작된 프리드릭 토르 프리드릭슨 감독의 2000년 드라마 영화이다. 잉그바 에거트 시거드슨 등이 주연으로 출연하였다.

## 출연

### 주연
- 잉그바 에거트 시거드슨
- 발타자르 코루마쿠르

### 조연
- 힐미르 스나에르 구오나손
- 테오도르 줄리어슨
- 마그렛 헬가 요한스토디어

## 제작진
- 원작자: Einar Gudmundsson
- 미술: Jon Steinar Ragnarsson